# Relations entre le Bangladesh et le Nigeria
Les relations entre le Bangladesh et le Nigeria sont les relations bilatérales de la république populaire du Bangladesh et de la république fédérale du Nigeria. Le Bangladesh et le Nigeria sont l'un et l'autre membres d'organisations internationales telles que l'Organisation de la coopération islamique ou les huit pays en développement.

## Visites d'État
En 2010, le Premier ministre du Bangladesh, Sheikh Hasina, a effectué une visite officielle à Abuja, au Nigeria.

## Coopérations
Le commerce et les investissements, l'agriculture et le tourisme sont les principaux domaines de coopération entre les deux pays. Le président Abdul Hamid a déclaré que le Nigeria pourrait envisager de recruter des experts bangladais pour répondre à certains de ses besoins, notamment dans les secteurs de l'informatique, de l'agriculture, de l'éducation, de la santé et des produits pharmaceutiques.

## Relations économiques
Le Bangladesh et le Nigeria ont exprimé leur intérêt mutuel pour le développement du commerce et des investissements bilatéraux. Les produits pharmaceutiques bangladais, les tricots, le ciment, le jute et les articles en jute, la céramique, les navires de haute mer, l'ingénierie légère, les articles en cuir et en plastique ont été identifiés comme des produits ayant un énorme potentiel sur le marché nigérian. Le Nigeria a exhorté les hommes d'affaires bangladais à investir dans les secteurs de l'agriculture, de la transformation alimentaire, des produits pharmaceutiques, des équipements médicaux, des technologies de l'information et de la communication et de l'éducation au Nigeria. Les échanges commerciaux entre les deux pays s'élevaient à 14 millions de dollars en 2012. En 2014, la Commission tarifaire du Bangladesh a préparé une étude de faisabilité sur les avantages de la signature de nouveaux accords commerciaux libres et préférentiels avec des États africains et a recommandé que le Nigeria, avec le Mali, soit le pays le plus prometteur pour la signature de tels accords.
Le président Zillur Rahman a déclaré, lors d'une rencontre où un nouveau haut commissaire du Nigeria au Bangladesh, Oyebola Kuku, lui a présenté ses lettres de créance à Bangabhaban, que le Bangladesh souhaitait renforcer ses relations bilatérales et commerciales avec les pays d'Afrique occidentale, dont le Nigeria. Il a ajouté que le Bangladesh pourrait aider le Nigeria à améliorer ses secteurs agricole et pharmaceutique.